# 岩橋徹
岩橋徹（いわはし とおる、1985年9月7日 - ）は、日本のプロゴルファー。
有明カントリークラブ所属。福岡県出身。日本大学出身。